# Karl-Birger Blomdahl

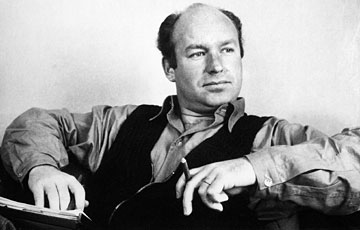
Karl-Birger Blomdahl

Karl-Birger Blomdahl (* 19. Oktober 1916 in Växjö; † 14. Juni 1968 in Kungsängen bei Stockholm) war ein schwedischer Komponist und Dirigent.
Blomdahl studierte zunächst Biochemie, später war er Schüler von Hilding Rosenberg. Er wurde stark von Paul Hindemith beeinflusst und war Mitglied der Montagsgruppe. 1954, 1957, 1960 und 1964 wirkte er als Juror bei den Weltmusiktagen der Internationalen Gesellschaft für Neue Musik (ISCM World Music Days). In den Jahren 1960 bis 1964 war er Professor für Komposition an der Königlich Schwedischen Musikakademie, anschließend bekleidete er von 1965 bis 1968 beim Schwedischen Rundfunk die Position des Musikchefs.
Zu seinen Kompositionen gehören neben 3 Sinfonien, Konzerten, Opern und Kammermusik auch elektronische und experimentelle Musik. Er schrieb die Musik zur Weltraumoper Aniara. Dafür wurde er 1965 mit dem Musikpreis des Nordischen Rates ausgezeichnet. Das Libretto dazu schrieb Erik Lindegren nach dem Versepos Aniara von Harry Martinson. Die Uraufführung fand 1959 an der Königlichen Oper Stockholm unter der Leitung von Sixten Ehrling statt. Blomdahl komponierte auch die Oper Herr von Hancken, deren Libretto auch von Erik Lindegren stammte, inspiriert von Hjalmar Bergman. Die Uraufführung fand 1965 in Stockholm statt. Vor seinem Tod arbeitete Blomdahl an einer dritten Oper, Saga vom großen Computer, zu einem Text des Nobelpreisträgers Hannes Alfvén.